# Sisu K–50SS

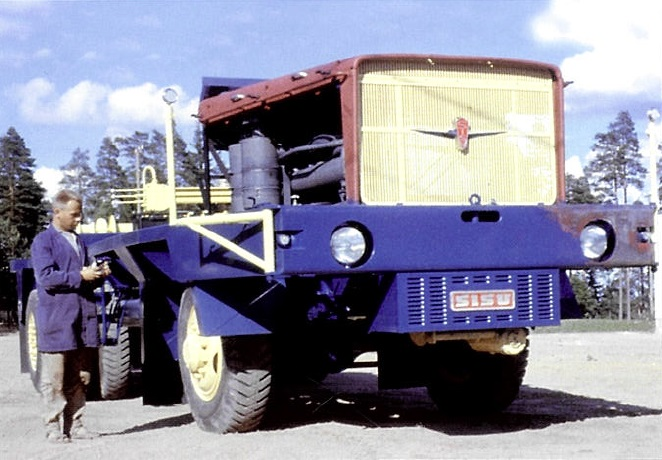
A K-50SS építés alatt, még a vezetőfülke nélkül.

A Sisu K–50SS egy háromtengelyes, 6×6-os hajtásképletű nehézvontató, melyet a finn Suomen Autoteollisuus (SAT) nehézgépjárműgyártó cég gyártott 1961-ben. A 388 kN vonóerő kifejtésére képes járművet sík rakfelületű trélerek vontatására használták.
Csak egy példány készült 1961-ben, ez volt a valaha épített legnagyobb jármű az észak-európai országokban.

## Tervezés
A K-50SS-t a Kemijoki Oy 1959-es megrendelésére tervezték, arra a célra, hogy a két 6×6-hajtású nehéz vontató több mint 1000 tonna súlyú transzformátorokat és egyéb nehéz komponenseket vontasson. Az eredeti elképzelés szerint két elemből állt: az egyik tolta, a másik pedig húzta volna a pótkocsit. A járműveket külön is lehetett volna használni egyéb erőművek építésekor Finnországban.
A SAT korábban hat nehéz Sisu K-36 földmunkagépet készített, és az ottani know-how-t a tervezés során felhasználták. Az első jármű 1961 tavaszára el is készült, mindössze 1,5 évvel a megrendelés után. Ugyanakkor a Kemijoki Oy visszavonta a másik rendelését, így a legyártott jármű egyedülálló maradt.

## Műszaki adatok

### Motor
A motorja soros négyütemű hathengeres turbófeltöltős Rolls-Royce C6TFL -dízelmotor. A 223 kW teljesítménye 43%-kal, az 1070 Nm nyomatéka 56%-kal nagyobb, mint a feltöltés nélküli típusban. A hengerfurata 130,2 mm, a dugattyúlökete 152,2 mm. A tömörítési arány 14:1. A motor sűrített levegős indítóval rendelkezik.

### Átvitel és a futómű
A hidraulikus Rolls-Royce BF 11500Ms230 nyomatéksokszorosító három sebességes. A háromsebességes fősebességváltót a Foden készítette. A meghajtás az első tengelye és a hátsó tengely között oszlik el, a kiegyenlítő segítségével, ami a ZF VG-800-4V1 osztómű belsejében helyezkedik el. A szerkezetben van egy kapcsoló, amivel ki lehet kapcsolni az első kerékmeghajtást; majd a hidraulikus tengelykapcsolót is meg lehet kerülni egy mechanikus kapcsolattal.
A maximális arány közel 65 kN kerületi erő az egyes kerekekben.
A Kirkstall által gyártott hajtóműtengelyek egymásba illesztett kiegyenlítőkkel vannak felszerelve. A forgónyomaték a hátsó tengelyek között a hosszanti kiegyenlítővel van megosztva.
Az alvázat a mozdonyokéhoz hasonlóan építették meg; ezt a megoldást alkalmazták az 1990-es években, amikor a vállalat a Sisu Mammut és Bambino földmunkagépeket gyártotta a svéd bányavállalatnak, az LKAB-nak.

### Vezetőfülke
A nagy fülke két ággyal és egy kicsi konyhával van felszerelve.

## Használat és a jellemzők

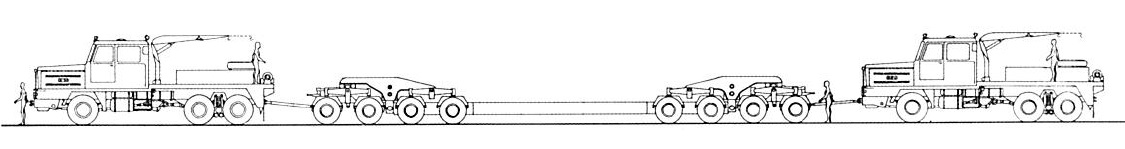
Az eredeti közlekedési megoldás terv: egy K-50SS húz, míg egy másik tolja

A K-50SS-t nehéz tárgyak vontatására használták vízerőmű-építkezéseken Észak-Finnországban.
A 19 300 kg tömegű járművet tovább lehetett terhelni betontömbökkel – legfeljebb 52 tonna összsúlyig – hogy a kerékfogást javítsák.
A hidraulikus nyomatékszorzó lehetővé teszi a nyomatékot a kerekeknek átadni, mikor a jármű áll, így segíti a zökkenőmentes indítást. A maximális sebesség a legmagasabb aránnyal 10 km/h; míg átmeneti hajtás alatt 55 km/h. A hidraulikus tengelykapcsolót lassításra lehet használni.
Az akkori sofőrök és azok szerint, akik kapcsolatba kerültek a járművel, könnyű vezetni, és mindig teljesítette a vele szemben támasztott elvárásokat.
A jármű előállításának költsége 21 millió márka volt, és 2010-ben csak 43 000 km volt benne. A K-50SS a minden idők legnagyobb egyedi, közlekedésre alkalmas, billenő vagy egyéb felépítmények nélküli járműve, amit az északi országokban gyártottak. Nagyobb járművek épültek, de ezek nem használhatóak közúton.

## Jelenlegi állapot
A 2000-es években a K-50SS nem volt többé az aktív használatban, hanem a Pirttikoski erőmű egyik garázsában tárolták. Apránként helyreállították az eredeti állapotába, és különböző veterán járművek találkozóin mutatták be, míg a Kemijoki Oy a Sisut az Oului autómúzeum rendelkezésére nem bocsátotta 2006-ban.